# El mundo según Garp
El mundo según Garp (en inglés: The World According to Garp) es la cuarta novela de John Irving, que narra la vida de un hombre nacido fuera del matrimonio de una líder feminista, que luego crece y se convierte en escritor. Publicada en 1978, el libro fue un éxito de ventas durante varios años. Fue finalista para el National Book Award for Fiction en 1979, y su primera edición en tapa blanda ganó el premio al año siguiente.
En 1982, se estrenó una adaptación cinematográfica de la novela, protagonizada por Robin Williams, con guion escrito por Steve Tesich.
La emisora BBC Radio 4 emitió una adaptación en tres partes de la novela en enero de 2014, escrita por Linda Marshall Griffiths y dirigida por Nadia Molinari, con Miranda Richardson como Jenny, Lee Ingleby como Garp, Jonathan Keeble como Roberta y Lyndsey Marshal como Helen.
El 3 de noviembre de 2015, Irving reveló que HBO y Warner Brothers le habían propuesto reconstruir El mundo según Garp como una miniserie. Describió el proyecto como en sus primeras etapas. Según una columna publicada el 20 de febrero de 2017 en The Hollywood Reporter, Irving completó su guion para la serie de cinco partes basada en El mundo según Garp.

## Sinopsis
La novela trata sobre la vida de T. S. Garp. Su madre, Jenny Fields, es una enfermera de carácter fuerte que desea tener un hijo, pero no un marido. Conoce a un artillero de torreta esférica moribundo, conocido solo como el Sargento Técnico Garp, que sufrió graves lesiones cerebrales en combate. Jenny lo cuida, observando su estado infantil y su erección casi perpetua. Sin estar sujeta a convenciones y con su deseo de tener un hijo, Jenny se embaraza al abusar a Garp, y nombra al hijo resultante "T. S." (derivado de "Sargento Técnico", pero compuesto solo de iniciales). Jenny cría sola a su hijo Garp, ocupando un puesto de enfermera interna en la Escuela Steering para chicos, en Nueva Inglaterra.
Garp crece interesado en el sexo, la lucha libre y la escritura de ficción, tres temas que no interesan a su madre. Después de graduarse en 1961, su madre lo lleva a Viena, donde escribe su primera novela corta. Al mismo tiempo, su madre comienza a escribir su autobiografía, A Sexual Suspect. Tras regresar a Steering, Garp se casa con Helen, la hija del entrenador de lucha libre, y empieza su familia—él como un escritor en apuros, y ella como profesora de inglés. La publicación de A Sexual Suspect hace famosa a su madre, quien se convierte en un ícono feminista, ya que las feministas ven su libro como un manifiesto de una mujer que no necesita atarse a un hombre y que elige criar a un hijo sola. Jenny apoya a mujeres traumatizadas por hombres, incluyendo a las Ellen Jamesians, un grupo de mujeres que se cortan la lengua en solidaridad con Ellen James, una niña de once años que fue violada y a quien sus agresores le cortaron la lengua. Ellen James se opone a esta práctica.
Garp se convierte en un padre devoto, luchando contra su ansiedad por la seguridad de sus hijos. A lo largo de la historia, su familia y él atraviesan eventos oscuros y violentos que los transforman. Garp aprende (a menudo con dolor) de las mujeres de su vida, como Roberta Muldoon, una exjugadora de fútbol americano transexual, quienes intentan volverse más tolerantes frente a la intolerancia. La historia contiene lo que el maestro ficticio de Garp llama "locura y dolor".
La novela incluye varios relatos: la primera pieza de ficción de Garp, un cuento titulado The Pension Grillparzer; Vigilance, un ensayo; y el primer capítulo de su tercera novela, The World According to Bensenhaver. El libro también contiene algunos motivos que aparecen en otras novelas de Irving: osos, Nueva Inglaterra, Viena, hoteles, lucha libre, un personaje que prefiere la abstinencia al sexo y el adulterio.

## Contexto
La madre de John Irving, Frances Winslow, no estaba casada en el momento de su concepción, e Irving nunca conoció a su padre biológico. De niño, no se le dijo nada sobre su padre, y él le dijo a su madre que, si no le daba información sobre su padre biológico, en sus escritos inventaría al padre y las circunstancias de cómo se quedó embarazada. Winslow respondía: "Adelante, querido".
En 1981, Time citó a la madre del novelista diciendo: "Hay partes de Garp que son demasiado explícitas para mí".